# تشارلستاون (نيوهامشير)
تشارلستاون (بالإنجليزية: Charlestown, New Hampshire)‏ هي بلدة أمريكية تقع في الولايات المتحدة في Sullivan County. يقدر عدد سكانها بـ 5,114 نسمة ومساحتها 98.5 كم2 وترتفع عن سطح البحر 117 متر.

## معرض صور

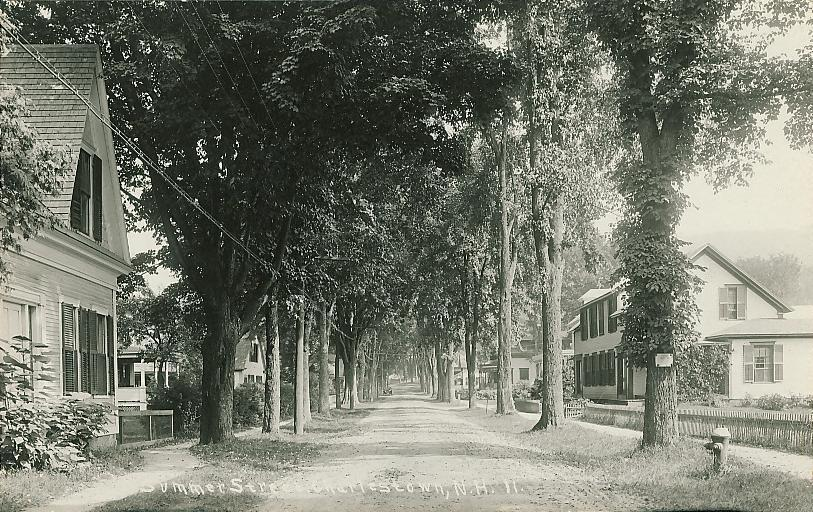
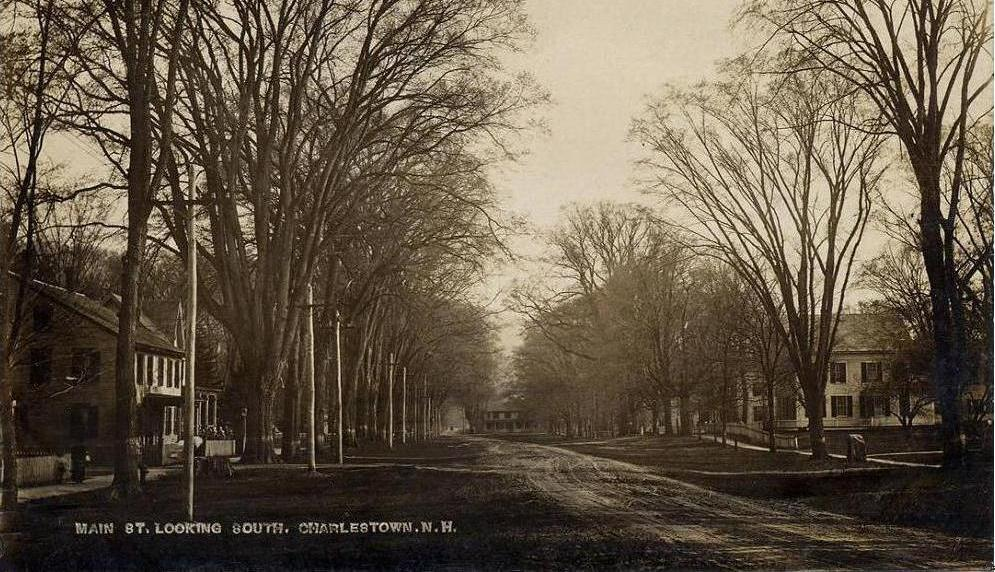
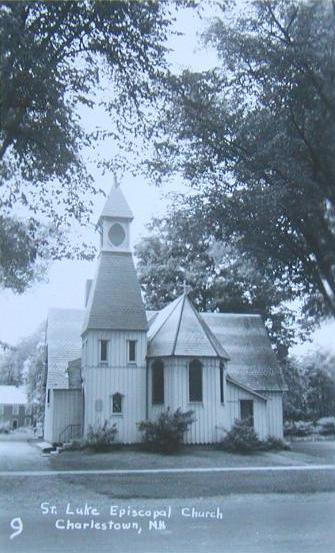

## أعلام
- الكسندر هاميلتون ويلارد
- ويليام هنري
- رالف ميتكالف
- إدوارد فارنزورث
- هنري هوبارد